# Heterorachis haploa
Heterorachis haploa là một loài bướm đêm trong họ Geometridae.